# The Precipice: Existential Risk and the Future of Humanity
The Precipice: Existential Risk and the Future of Humanity (cu sensul de Prăpastia: riscul existențial și viitorul umanității) este o carte de non-ficțiune a filozofului australian Toby Ord. A apărut prima dată la 5 martie 2020 în Regatul Unit al Marii Britanii și al Irlandei de Nord la editura Bloomsbury. În Statele Unite ale Americii a apărut la 24 martie 2020 la editura Hachette Book Group.

## Prezentare

### Partea I
Part One: The Stakes - Ord plasează timpul nostru în imaginea de ansamblu a istoriei umane: arătând cât de departe a ajuns omenirea în 2.000 de secole și unde am putea merge dacă vom supraviețui suficient de mult. El prezintă tranzițiile majore din trecutul nostru - revoluțiile agricolă, științifică și industrială. Fiecare dintre ele se caracterizează prin creșteri dramatice ale puterii noastre asupra lumii naturale și, împreună, au produs îmbunătățiri masive ale nivelului de trai. În secolul al XX-lea, odată cu detonarea bombei atomice, umanitatea a intrat într-o nouă eră. Am dobândit puterea de a ne autodistruge, fără a avea înțelepciunea de a ne asigura că evităm acest lucru. Acesta este ceea ce Ord numește „Prăpastia” (The Precipice) și felul în care gestionăm situația în această perioadă va determina dacă omenirea are un viitor lung și înfloritor sau nu are niciun viitor. Ord introduce un concept de risc existențial - riscul care amenință să distrugă potențialul pe termen lung al umanității. El arată cum argumentul pentru protejarea umanității de aceste riscuri atrage sprijinul dintr-o serie de perspective morale. Cu toate acestea, rămâne extrem de neglijat - omenirea cheltuiește mai mult în fiecare an pentru înghețată decât pentru protejarea viitorului său.

### Partea a II-a
Part Two: The Risks - Ord explorează știința din spatele riscurilor cu care ne confruntăm. În capitolul „Riscuri naturale”, el ia în considerare amenințările asteroizilor și a cometelor, a erupțiilor supervulcanice și a exploziilor stelare. El arată cum putem folosi istoria omenirii de 200.000 de ani pentru a pune limite stricte asupra dimensiunii riscului natural. În „Riscurile antropice”, el analizează riscurile pe care ni le-am impus în secolul trecut, cum ar fi războiul nuclear, schimbările climatice extreme și daunele aduse mediului. În „Viitoarele riscuri”, el se îndreaptă spre amenințările care apar la orizontul tehnologiilor emergente, concentrându-se în detaliu asupra pandemiilor proiectate, inteligența artificială ostilă și scenarii distopice.

### Partea a III-a
Part Three: The Path Forward - Ord analizează fiecare risc în parte și oferă propriile sale estimări în privința acestora. De asemenea, el oferă instrumente pentru a gândi cum se compară și se combină riscurile și pentru a stabili priorități între riscuri. El estimează că un război nuclear și schimbările climatice prezintă mai multe riscuri decât toate riscurile naturale combinate și că riscurile generate de tehnologiile emergente sunt și mai mari decât acestea. În ansamblu, Ord consideră că omenirea se confruntă cu o șansă de 1 din 6 de catastrofă existențială până la sfârșitul secolului al XXI-lea. El susține că este în puterea noastră să punem capăt acestor riscuri astăzi și să atingem un nivel de siguranță. El prezintă o strategie măreață pentru umanitate, oferă recomandări de politici și cercetări și arată ce pot face indivizii. Cartea se încheie cu o viziune a potențialului umanității și a ceea ce am putea spera să realizăm dacă vom stăpâni riscurile din secolul următor.

## Primire
O recenzie din Evening Standard a considerat cartea ca fiind „o contribuție uimitoare și riguroasă”. În The Spectator, Tom Chivers a numit-o „o carte puternică, scrisă de un filosof cu înclinație spre contraargumente, astfel încât el să le poată vedea dinainte. Iar dragostea lui Ord pentru umanitate și speranța pentru viitorul ei sunt infecțioase, la fel și mirarea sa îngrozită cu privire la modul în care aproape am ajuns să-l distrugem”.
Scriind pentru The Sunday Times, jurnalistul și autorul Bryan Appleyard și-a exprimat scepticismul față de o parte din filozofia morală din carte, afirmând că „mă îndoiesc că poate îndepărta omenirea de căile sale auto-distructive”, dar în cele din urmă a lăudat cartea, ca fiind „bine scrisă și adesea palpitantă” și evidențiind analiza lui Ord a științei ca fiind „exemplară”. Recenzorul Steven Carroll de la The Sydney Morning Herald a numit-o autoritară și accesibilă.
O recenzie publicată în The New Yorker în aprilie 2020 în timpul pandemiei de coronavirus COVID-19 a menționat că această lucrare părea „făcută pentru momentul actual” și a spus că „cititorii pot găsi secțiunile care argumentează motivul pentru care omenirea merită să fie salvată și de ce suntem echipați să facem față provocărilor”.